# 春融街站
春融街站是昆明地铁1号线的地铁车站，位于中华人民共和国云南省昆明市呈贡区彩云南路与春融街交叉口，为1号线主线与支线的分岔站，主线于2013年5月20日开通，支线于2016年12月26日开通。

## 车站结构
春融街站位于彩云南路与春融街交叉口，沿彩云南路设置，呈南北走向，为地下两层一岛一侧混合式站台车站，车站长422米，车站地下一层为站厅层，地下二层为站台层，其中西侧为侧式站台，供南行主线与支线共同使用，东侧为岛式站台，供北行主线与支线分别使用，站台设置全高站台门。车站北侧主线间设有一条单渡线，南行主支线于车站南侧分岔，北行主支线于车站北侧交汇。
| 地面                           | 出入口 | A、B、C、D出入口 |
| 地下一层                       | 站厅   | 客服中心、自动售票机、验票机 |
| 地下二层                       | 站台   | \| \| \| █ 1号线往 █ 2号线北部汽车站（斗南） \| \| 島式 · ↑開左邊车门 ↓開右邊车门 \| \| \| \| \| \| █ 1号线往 █ 2号线北部汽车站（斗南） \| \| \| \| █ 1号线往大学城南（驼峰街） 或往昆明南火车站（市级行政中心·清风） \| \| 側式 · 開右邊车门 \| \| \| |
|                                |        | █ 1号线往 █ 2号线北部汽车站（斗南） |
| 島式 · ↑開左邊车门 ↓開右邊车门 |        | |
|                                |        | █ 1号线往 █ 2号线北部汽车站（斗南） |
|                                |        | █ 1号线往大学城南（驼峰街） 或往昆明南火车站（市级行政中心·清风） |
| 側式 · 開右邊车门              |        | |

## 出入口
春融街站共有4个出入口，各出口及周围设施如下所示：
| 编号                  | 地点             | 建议前往的目的地                                         | 照片 |
| --------------------- | ---------------- | -------------------------------------------------------- | ---- |
| 出口 · A              | 彩云中路、春融街 | 米兰园、百合园小区、铭春酒店、呈贡区人民政府             |      |
| 出口 · B · 升降机标志 | 彩云中路、春融街 | 昆明南亚风情园豪生大酒店                                 |      |
| 出口 · C              | 彩云南路         |                                                          |      |
| 出口 · D              | 彩云南路、东实巷 | 惠兰园、东盟大厦、七彩云南第一城小区、东盟酒店、全季酒店 |      |
| 註： 設有             |                  |                                                          |      |

## 接驳交通

### 公交车
- 春融街地铁站A口：Z105路
- 春融街地铁站B口(置信银河广场)：170路，225路，C85路，Z105路，Z11路，Z164路
- 春融街地铁站C口：C4路，K19路，K20路，K53路，Z27路，Z28路，Z29路
- 春融街地铁站D口：K53路

## 车站历史
本站建设时期工程名为呈贡北站，开通前确定以春融街站作为车站正式名称。
- 2010年11月8日，车站主体结构封顶[3]。
- 2013年5月20日，车站随1号线南段通车开通[1]。
- 2016年12月26日，1号线支线开通，车站成为主支线分岔站[2]。